# Haliclona stelliderma
Haliclona stelliderma är en svampdjursart som beskrevs av Patricia R. Bergquist och Warne 1980. Haliclona stelliderma ingår i släktet Haliclona och familjen Chalinidae. Inga underarter finns listade i Catalogue of Life.